# Cape Wolfe
Cape Wolfe är en udde i Kanada.   Den ligger i provinsen Prince Edward Island, i den östra delen av landet, 900 km öster om huvudstaden Ottawa.
Terrängen inåt land är platt. Havet är nära Cape Wolfe åt nordväst. Runt Cape Wolfe är det mycket glesbefolkat, med 7 invånare per kvadratkilometer.. Närmaste större samhälle är O'Leary, 12,7 km öster om Cape Wolfe.
Omgivningarna runt Cape Wolfe är en mosaik av jordbruksmark och naturlig växtlighet.